# 奧斯卡瓦河
49°37′56″N 17°14′45″E / 49.6322°N 17.2458°E

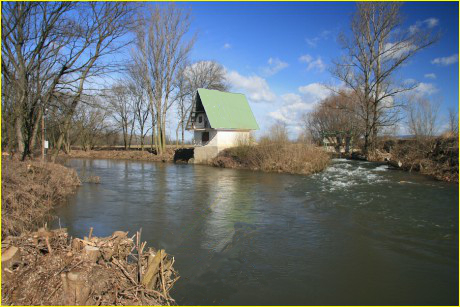

奧斯卡瓦河是捷克的河流，位於該國東部奧洛穆茨州，屬於摩拉瓦河的左支流，河道全長50公里，流域面積569平方公里，河口處在奧洛穆茨附近。